# ツチカブリ
ツチカブリ（土被、学名: Lactarius piperatus）はベニタケ科チチタケ属のツチカブリ節（Section Albati）に分類される中型から大型のキノコの一種。

## 名称
和名は古名を採用したものであるというが、その出典は明らかではない。一説に、林床の枯れ葉を押しのけて生え、土や枯れ葉を被っているものもあるので、「土被」の名があるといわれる。別名としてカワチチタケの名も用いられることがある。従来、カワチチタケにはLactarius pergameus (Sowerby: Fr.) Fr. の学名が与えられ、別種として扱われていたが、現在ではツチカブリと同一種であるとされている。
地方名としては、オドリタケ（兵庫県）・キツネブクロ（神奈川県）・ツチムグリ（秋田県）・ツチモグリ（土潜り）・ジワリ（地割り）・カラバチ（辛初）などの呼び名がある。

種小名の piperatus は「コショウの（ように辛い）」の意味で、乳液の辛味に着目したものである。英語圏ではPeppery Milk-Cap、ドイツ語圏ではPfeffer-milchlingの名で呼ばれ、ともに「コショウチチタケ」の意である。

## 分類学上の位置づけ
本種は、形態分類学上のチチタケ属（Lactarius）のタイプ種である。分子系統解析の結果からは、
むしろチチタケ（Lactarius volemus(Fr.) Fr.）に近縁であり、外観が類似していてツチカブリとともにツチカブリ節（Section Albati）に置かれているケシロハツとは、むしろやや縁が遠い。この一例からして、形態情報のみによる従来の分類体系は、チチタケ属に対しては信頼性に欠ける点があると考えられる。最近では、形態分類に基づく旧来の概念によるチチタケ属の一部と、同じくベニタケ属（Russula）の一部とを併合し、新属ウズゲツチイロタケ属（Multifurca）が提案されている。

## 分布・生態
北半球全域に広く産し、オーストラリアにも分布する。日本では、北海道から沖縄県（名護市・石垣島・西表島）までの地域で分布が確認されている。
夏から初秋にかけて、広葉樹（ブナ・ミズナラ・コナラ・ミズナラ・クヌギ・クリ・シイ・シラカンバなど）の林内、あるいはこれらの樹木と針葉樹（アカマツ・モミ・ツガ・カラマツなど）との混交林内の地上に発生する。これらの樹木の生きた細根に外生菌根を形成して生活していると考えられ、培養は難しい。

## 形態
子実体は傘と柄からなる。傘は直径4 - 18センチメートル (cm) 程度、大きいものは径20 cm近いものもある。幼時は半球形から中央が窪んだまんじゅう形であるが、のちに生長すると、ほとんど平らあるいは浅い皿状となる。表面は湿った時には弱い粘性があるが乾きやすく、乾けばツヤがなくいくぶん粉状をなし、周辺部に微細なちりめん状のしわをあらわすことがある。色はほぼ白色であるが、老成すれば不規則な淡褐色のしみを生じ、環紋を生じることはなく、表皮は剥ぎとりにくい。
傷つけると白色の乳液を多く分泌するが、乾いても変色しない。傘・柄の肉は堅くしまってはいるがもろい肉質で、白色を呈し、傷つけても変色することはなく、グアヤク脂のエチルアルコール溶液（グアヤクチンキ）や水酸化カリウム水溶液を滴下しても、ほとんど反応しない。ホルマリンによって、すみやかに青紫色に変色し、硫酸鉄(II)水溶液で淡い赤紫色となる性質がある。味は非常に辛く、舌のしびれが長く続く。
ヒダは、柄に対して直生ないし垂生し、はじめ白色であるが老成すれば淡クリーム色を帯び、しばしば赤褐色のしみを生じ、ごく密でしばしば二又分岐し幅は狭い。
柄は長さ3 - 9 cm、太さ1 - 3 cm程度、ほぼ上下同大であるが根元がやや細まることが多く、表面は粘性はなく、傘とほぼ同色、中実で堅くしまっている。
胞子紋はごく淡いクリーム色を呈する。胞子は広卵形ないし類球形で、ごく微細ないぼと、個々のいぼの基部同士を連結する細い脈（ヨウ素溶液で青黒色に染まる）とをこうむる。シスチジアは、ひだの側面にも縁にもひんぱんに認められ、細長い紡錘形ないし円筒状または中間部が膨らんだ便腹状をなし、無色あるいは淡黄色（ヨウ素溶液中では明るい橙黄色）で、先端はしばしば尖っている。かさの表皮層は僅かにゼラチン化することがあり、かさの表面に平行に匍匐した菌糸で構成されており、個々の菌糸の末端細胞は時にやや立ち上がっているが、かさシスチジアは認められない。きのこの組織中には、不規則に屈曲した太い菌糸（隔壁は少ない）が混在し、その内部には微細な泡状をなして乳液が満たされている。すべての菌糸は、隔壁部にかすがい連結を持たない。

## 食・毒性
あまりにも辛味が強いことから、従来は日本でも海外でも「有毒」あるいは「食用に不適」であるとして扱われてきた。毒抜きして食べる国もあるというが、有毒のため食べるのは控えるべきだといわれている。毒成分は不明であるが、食べると下痢、嘔吐など胃腸系の症状を起こすことがある。
きのこを小さく刻み、じゅうぶんに水にさらすことで、強い刺激性を持つ乳液を洗い去れば食用にできる。さらに、ゴマ油のような沸点の高い油脂で熱処理すれば、辛味は消えるとされている。また、青トマトなどとともに、香辛料や岩塩を用いて漬け込んだものは、ロシア料理では高級な前菜として賞味されるという。

## 成分
脂肪酸として、ステアリン酸・オレイン酸・リノール酸などを含有しているが、特にステアリン酸の存在比率が高く、一方でラクタリン酸（6-keto ステアリン酸）が存在しないのが特徴である。本種には二種類のチアミナーゼが含まれており、少なくとも長期的に食用に供することは避けるのが賢明であると考えられる。このほかに、0.13-0.25％（乾燥した子実体に対する重量比）のゴム質も含有されている。
なお、ツチカブリの子実体からは、ラクタピペロラノール（A－D）ほか8種のセスキテルペン系化合物が見出されているが、すべてが自然界では未知のものであったという。さらに、ツチカブリの二次代謝産物の中には、オーキシン類似の発根ホルモンが含まれており、ハシバミやブナ・ナラなどの発根を促す作用があるという。

## 類似種
アオゾメツチカブリ（Lactarius glaucescens Crossland）は、ツチカブリの一変種としてとりあつかわれることもあるが、全体にやや小形であること・乳液は初めは白色であるが、次第に鈍い灰緑色に変色すること・胞子表面の細い脈が、ときに繊細な網目状をなすことなどの点で区別されている。ツチカブリモドキ（Lactarius subpiperatus Hongo）は、ひだがはるかに疎であることで異なる。さらにケシロハツ（Lactarius velleus (Fr.) Fr.）や
ケシロハツモドキ（Lactarius subvelleus (Fr.) Fr.）は、かさや柄の表面が粗毛におおわれている点で区別される。これらは、いずれも白色の乳液を分泌し、著しい辛味を有する点で共通しており、ツチカブリ節（Section Albati）にまとめられている。